# Aegotheles albertisi
El egotelo montañés o egotelo montano (Aegotheles albertisi) es una especie de ave caprimulgiforme de la familia Aegothelidae endémica de Nueva Guinea.

## Distribución y hábitat
Se encuentra principalmente en los bosques de montaña de Papúa Nueva Guinea, aunque también se encuentra en algunos reductos de la parte occidental de la isla de Nueva Guinea perteneciente a Indonesia.